# Tinció de Hoechst

Hoechst 33258

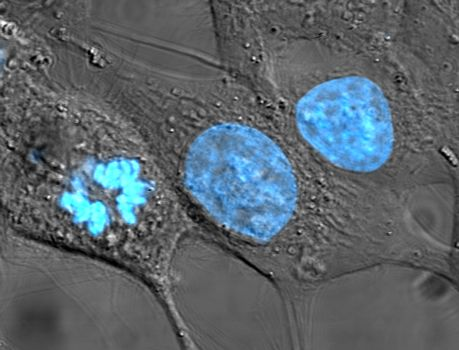
Imatge de transmissió de cèl·lules HeLa, amb una capa de tinció de Hoechst 33258 (blau). La cèl·lula de l'esquerra es troba a la metafase de la mitosi; els seus cromosomes tenen una fluorescència brillant perquè tenen l'ADN molt compactat.

Les tincions de Hoechst són part d'una família de tincions fluorescents per marcar l'ADN en la microscòpia de fluorescència i la separació cel·lular per citometria de flux. Com que aquestes tincions fluorescents marquen l'ADN, sovint també se les utilitza per visualitzar nuclis i mitocondris. Es fan servir habitualment dues d'aquestes bisbenzimides: la Hoechst 33258 i la Hoechst 33342.
Ambdues tincions són excitades per la llum ultraviolada a aproximadament 350 nm, i ambdues emeten una llum fluorescent blava/cian a un màxim d'emissió de 461 nm. Es poden fer servir en cèl·lules vivents o fixades, i sovint se les utilitza com substitut d'una altra tinció per àcids nucleics, la DAPI. La diferència clau és que el grup etil addicional de la Hoechst 33342 la fa més lipòfila i, per tant, més apta per travessar membranes cel·lulars intactes. En algunes aplicacions, la Hoechst 33258 té moltes més dificultats per impregnar la diana.